# Rancho Nuevo, Lagos de Moreno
Rancho Nuevo är en ort i Mexiko.   Den ligger i kommunen Lagos de Moreno och delstaten Jalisco, i den centrala delen av landet, 400 km nordväst om huvudstaden Mexico City. Rancho Nuevo ligger 2 086 meter över havet och antalet invånare är 140.
Terrängen runt Rancho Nuevo är platt åt sydväst, men åt nordost är den kuperad. Runt Rancho Nuevo är det ganska tätbefolkat, med 56 invånare per kvadratkilometer. Närmaste större samhälle är Lagos de Moreno, 18,2 km söder om Rancho Nuevo. I omgivningarna runt Rancho Nuevo växer huvudsakligen savannskog.